# Dekanat New Bern
Dekanat New Bern – jeden z 8 dekanatów rzymskokatolickich wchodzących w skład diecezji Raleigh w Stanach Zjednoczonych. 
Według danych na styczeń 2016 roku, w jego skład wchodziło 7 parafii. 

## Lista parafii
Źródło:
| Lp. | Miejscowość   | Parafia                                             | Proboszcz                           | Kościół                                                          | Grafika |
| --- | ------------- | --------------------------------------------------- | ----------------------------------- | ---------------------------------------------------------------- | ------- |
| 1   | Oriental      | Parafia św. Piotra, rybaka                          | Rev. Thomas S. Tully                | Kościół św. Piotra w Oriental                                    |         |
| 2   | New Bern      | Parafia św. Pawła                                   | Rev. Thomas S. Tully                | Kościół św. Pawła w New Bern                                     |         |
| 3   | Swansboro     | Parafia św. Mildred                                 | Rev. Donald G. Baribeau, M.S.       | Kościół św. Mildred w Swansboro                                  |         |
| 4   | Morehead City | Parafia św. Egberta                                 | Rev. Thomas R. Davis                | Kościół św. Egberta w Morehead City                              |         |
| 5   | Washington    | Parafia Najświętszej Maryi Panny Matki Miłosierdzia | Rev. Brendan J. Buckler             | Kościół Najświętszej Maryi Panny Matki Miłosierdzia w Washington |         |
| 6   | Jacksonville  | Parafia Niemowlęcia z Pragi                         | Rev. Ernest J. Ruede                | Kościół Niemowlęcia z Pragi w Jacksonville                       |         |
| 7   | Havelock      | Parafia Zwiastowania Najświętszej Maryi Panny       | Very Reverend Gregory Spencer, V.F. | Kościół Zwiastowania Najświętszej Maryi Panny w Havelock         |         |